# Tomás Reig Arpa
Tomás Reig Arpa (València, ca. 1851 - Santander, 28 de setembre de 1891) fou un violinista, compositor i director d'orquestra valencià.

## Biografia
Va néixer a València, segons el cens de la ciutat d'Alzira de 1880, on residia des de 1877. Va estar casat amb Julia Quintana Gómez.
Va anar a viure a Alacant en 1870, on va fundar una acadèmia de cant, piano i de violí, quan ja era un reconegut director d'orquestra. L'any 1876 va aparèixer en la llista de directors d'orquestra del Teatre Principal d'Alacant i del Liceu de Granada. El 7 de gener de 1881 va estrenar al Teatro de la Zarzuela de Madrid la seva primera obra, El barbero por la Patti, amb text signat per Basilio Castañienza, un nom que en realitat era un pseudònim. Aquell mateix any va ser contractat al Teatro Apolo de Madrid. L'any 1882 va ser contractat al Teatre Romea de Múrcia, dirigint més tard a Madrid i a Santander al llarg del mateix any. De tornada a Madrid, va inaugurar en 1883 la temporada del Teatro Recoletos. Un any més tard dirigia en el Teatre Principal de Cadis i un any més tard era contractat al Teatre Alfons de Madrid. L'any 1887 va dirigir companyies de sarsuela de nou a Madrid i Santander, i el 1888 va tornar al Teatre Recoletos de Madrid. En 1890 va dirigir una companyia de sarsuela de nou a Santander, ciutat a la qual va morir el dilluns 28 de setembre de 1891.

## Obres
Entre les nombroses sarsueles, en un acte la majoria, a les que posà música, figuren: 
| - El barbero por la Patti (1881); - El mejor postor (1881); - Odio de raza (1882); - Sobre las tejas (1882); - Teatro de Recoletos (1882); - A un si, un no (1883); - El portal de los belenes (1884); - El cercado ajeno (1885); - La Pilarica (1885); - Amantes americanos (1885); - Los saltimbanquis (1886); | - Miss Eva (1886); - Caralampio (1887); - Con mi nombre y apellido (1887); - La cruz de San Lucas (1887); - En corral ajeno (1888); - Procedente de empeño (1888); - Las toreras (1888); - Plan de estudios (1888); - Olla de grillos (1889); - La noche de bodas (1889); - El hermano mayor (1889). |